# Griffonia
Griffonia é um género botânico pertencente à família Fabaceae.